# Carolin No
Carolin No ist ein Singer/Songwriter-Duo und besteht aus dem Musikerehepaar Carolin Obieglo (* 17. März 1979 als Carolin Evi Weißenberg in Würzburg) und Andreas Obieglo (* 26. April 1978 in Deggendorf). Das Paar zog nach Stationen in Berlin und den USA nach Waldbüttelbrunn in der Nähe von Würzburg.

## Geschichte
Das Duo aus Carolin und Andreas Obieglo tritt seit 2007 unter dem Namen Carolin No auf, unter dem es acht Studioalben, zahlreiche Singles und drei Live-Tonträger veröffentlicht hat. Benannt haben sich die beiden nach dem Song Caroline, No von Brian Wilson, zu finden auf dem Beach-Boys-Album Pet Sounds.
2010 gewann das Duo den Nachwuchsförderpreis für junge Songpoeten der Hanns-Seidel-Stiftung und trat infolgedessen u. a. 2011, 2016 und 2018 beim Festival Songs an einem Sommerabend auf Kloster Banz unter anderem mit Reinhard Mey, Konstantin Wecker, Hannes Wader und Viva Voce auf, die sie auch auf ihrer 2011er Tournee begleiteten. 2010 zog das zuvor in Würzburg beheimatete Duo nach Berlin. Weitere große Auftritte hatten Carolin No daraufhin im ZDF-Morgenmagazin, in der Rundschau des Bayerischen Fernsehens und live mit Ray Wilson und Joan Armatrading als Tour-Support. 2012 hatten die beiden dabei die ersten Auftritte außerhalb des deutschsprachigen Raums (in Tschechien und Dänemark). Von einem Open-Air-Konzert beim Hafensommer in Würzburg erschien 2012 eine Live-DVD. Ihr Song Hear the Silence untermalt die Licht- und Tonshow im Märchendom des Schaubergwerks Feengrotten.

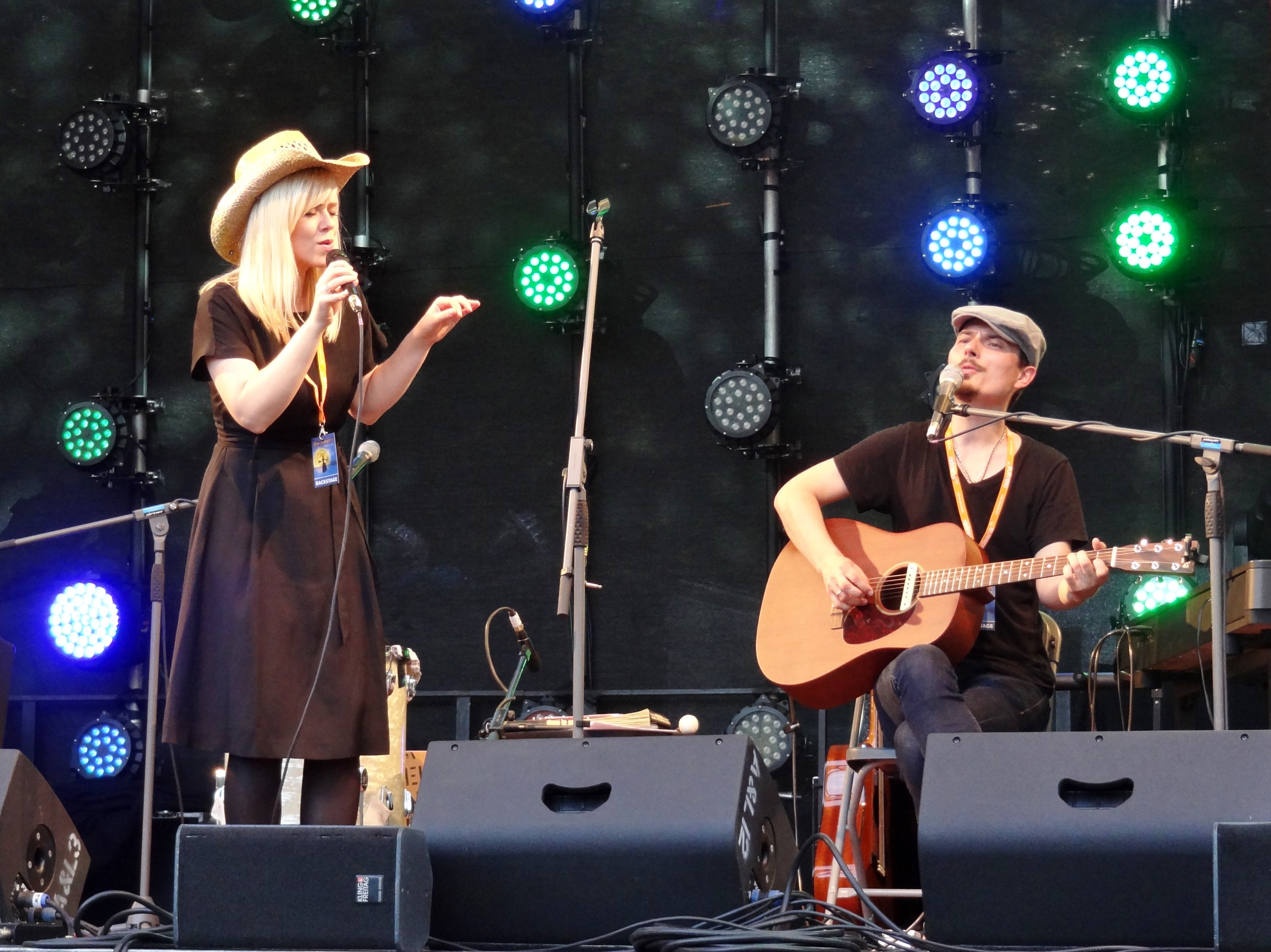
Carolin No im Juli 2016 auf dem Inselleuchten-Festival in Marienwerder

Live tritt das Duo seit 2015 sowohl zu Zweit als auch in Bandbesetzung auf. In dieser wird das Duo um die Musiker Tilmann Wehle am Cello und Christian Kraus am Schlagzeug erweitert. Schon 2011 wurde das Duo bei der Live-Umsetzung seines Albums Loveland vom Cellisten Tilmann Wehle unterstützt. Die Promo-Fotos zu diesem Album stammen von Thorsten Wingenfelder, dem Gitarristen und Songschreiber der 2008 aufgelösten Band Fury in the Slaughterhouse. Zum Live-Konzept der Band-Show gehörten Filme und Visuals, die synchronisiert zur Musik projiziert werden. Die Duo-Shows sind rein akustisch gehalten. Die 2012er Single Ventura CA entstand in Zusammenarbeit mit Jesse Siebenberg, dem Sohn des Supertramp-Schlagzeugers Bob Siebenberg.
Carolin No produzieren ihre Alben seit 2009 in Eigenregie. Ihr 2011 erschienenes Album Loveland entstand fast ausschließlich in ihrer damaligen Wohnung in Berlin. Mitgewirkt haben dabei die Cellistin Rebecca Carrington und der ehemalige Robbie Williams Backgroundsänger Colin Brown. Die Songtexte sind bis 2015 mehrheitlich in englischer Sprache und oft von autobiographischem Inhalt. Auf dem Album Loveland verarbeiten sie außerdem ihre Erlebnisse eines mehrmonatigen Road-Trips durch die USA, den sie 2009 unternahmen und sowohl privat als auch beruflich als prägend empfanden. Das Album wurde im Spiegel und Stern besprochen.
Neben Carolin No verwirklichte Andreas Obieglo 2010 sein instrumentales Piano-Soloprojekt Lieder, eine CD mit seinen Versionen alter Volkslieder. Konstantin Wecker schrieb einen Begleittext für das Booklet. Im Winter 2012 veröffentlichte Obieglo mit Advent sein zweites Soloalbum, mit Interpretationen traditioneller Weihnachtslieder.
Im September 2013 veröffentlichten Carolin und Andreas Obieglo ihr drittes Carolin No-Studioalbum Favorite Sin, das erstmals parallel von einer bundesweiten Tournee und diversen Radiointerviews des Duos unterstützt wurde. Im Oktober 2014 folgt das vierte Carolin No-Studioalbum Backstage. Die Aufnahmen zu diesem Album entstanden zwischen September 2013 und September 2014, die meisten davon nicht im Studio, sondern in verschiedenen Hotel- und Wohnzimmern während ihrer 2013er „Favorite Sin“-Tour und des USA-Aufenthalts des Duos im Sommer 2014. Im Mai 2016 erschien das fünfte Studioalbum Ehrlich gesagt, auf dem es erstmals ausschließlich deutsch getextete Songs präsentierte. Im Sommer 2016 tourte das Duo unter anderem als Support von Suzanne Vega.
2017 brachte das Duo zusammen mit dem Publizisten Rainer Oberthür ein gemeinsames Buch mit Musik-CD heraus. Auf der CD spiegelten Carolin.no in Songs und Texten auf persönliche Weise die Themen von im Buch präsentierten Kinderbriefen. Im gleichen Jahr erschien das komplett akustische Duo-Album You & I, Carolin.no traten unter anderem beim Eröffnungskonzert des Hafensommers in ihrer Heimatstadt gemeinsam mit dem Philharmonischen Orchester Würzburg auf. 2019 erscheint unter dem Titel Lieder II eine Fortsetzung des Piano-Soloprojekts von Andreas Obieglo, erneut mit neuen Versionen traditioneller Volksweisen und einem Begleittext von Chris Beier.
2020 kam das siebte Studioalbum des Duos No No heraus. Der Song Hände aus dem Album You & I, war 2023 Titelmelodie der ARD-Dokumentation Heilende Hände, die Kraft der Berührung, die auch in Österreich in ORF 3 ausgestrahlt wurde. Im gleichen Jahr stellte das Duo die Begleit-CD einer Ausgabe der Zeitschrift Audio und Stereoplay. 2024 kam das achte Studioalbum mit dem Titel On & On auf den Markt.

## Stil und Einflüsse
Der Stil von Carolin No wird vor allem zur Anfangszeit des Duos als minimalistischer Pop beschrieben, entwickelte sich jedoch live, dann auch mit dem Erscheinen des zweiten Studio-Albums Loveland in Richtung Singer/Songwriter und zeigt Einflüsse aus Blues, Jazz, Country und Electro. Trotzdem finden sich auf den bisher erschienenen Alben auch offene Songformen, frei von üblichen Strukturen. Auf musikalische Vorbilder legt sich Carolin No nach eigener Auskunft nur ungern fest. Aufgrund der Ausbildung, der vielen Einflüsse und des breiten Musikgeschmacks der beiden lässt sich das Gesamtwerk schwer einordnen. Elektronische Soundscapes treffen auf akustische Slide-Gitarren, sphärische Texturen auf konkrete Beats, minimalistische Songs stehen neben Arrangements mit Blues- und Gospelklängen. Die Alben von Carolin No erscheinen bei dem Bremer Plattenlabel Fuego.

## Persönliches
Carolin und Andreas Obieglo lernten sich 1999 während ihres Studiums an der Hochschule für Musik in Würzburg kennen. Seit 2008 sind sie miteinander verheiratet und seit 2019 gemeinsame Eltern einer Tochter.
Carolin Obieglo studierte klassischen Gesang in Bad Königshofen sowie Jazzgesang an der Hochschule für Musik in Würzburg bei Reinette van Zijtveld, anschließend an der gleichen Hochschule Komposition bei Chris Beier. Neben ihren Bühneninstrumenten Akkordeon, Klavier und Ukulele spielt sie Saxofon und Schlagzeug.
Andreas Obieglo begann seine Ausbildung am Musical College in Regensburg und studierte im Anschluss Klavier, Komposition und elektronische Musikproduktion an der Würzburger Musikhochschule bei Tine Schneider, Eva-Maria May und ebenfalls Chris Beier. Er spielt Klavier, akustische und elektrische Gitarren inkl. diverser Slide-Gitarren, Bass, Akkordeon, Geige und verschiedene Percussioninstrumente. Neben den Alben von Carolin No veröffentlichte er drei weitgehend instrumentale Soloalben mit Klavierheften, die eine Transkription der Albumstücke enthalten.

## Diskografie

### Studioalben
- 2007: Carolin No
- 2011: Loveland
- 2013: Favorite Sin[11]
- 2014: Backstage[12]
- 2016: Ehrlich gesagt
- 2016: You & I
- 2020: No No
- 2024: On & On[23]

### Livealben
- 2009: Open Secret Concert
- 2012: Loveland Live (mit DVD)
- 2023: Favorite Sin Live

### Singles
- 2011: Year of November
- 2012: Ventura, CA
- 2013: Favorite Sin
- 2013: Three Minute Song
- 2014: Sick of Home Blues
- 2014: November
- 2016: Ehrlich gesagt
- 2023: Habt uns gern
- 2023: Rückenwindstill
- 2023: Einfach so nach irgendwo
- 2023: Spiel auf Zeit

### Weitere Veröffentlichungen
- 2005: Caro Weißenberg Andreas Obieglo (Coveralbum)
- 2008: Hear the Silence (Coveralbum)
- 2010: Lieder – Andreas Obieglo solo instrumental, moderne Neuvertonung von Volksliedern
- 2012: Advent – Andreas Obieglo solo instrumental, moderne Neuvertonung von Weihnachtsliedern
- 2015: November Songs – Compilation aus den bisherigen Alben
- 2019: Lieder II – Andreas Obieglo solo instrumental, moderne Neuvertonung von Volksliedern
- 2022: Hausmusik – akustische Compilation aus den bisherigen Alben[24]
- 2023: Audiophile Raritäten – Begleit-CD des Magazins Audio und Stereoplay 12/2023[25]

## Auszeichnungen
- 2010: Nachwuchsförderpreis für junge Songpoeten der Hanns-Seidel-Stiftung München
- 2014: Walther-von-der-Vogelweide-Preis für junge Liedermacher[27]
- 2017: Kulturförderpreis der Stadt Würzburg[28]
- 2025: Nominierung für den Preis der deutschen Schallplatten Kritik 1/2025 mit dem Album On & On Kategorie Liedermacher[29]